# 象牙销毁

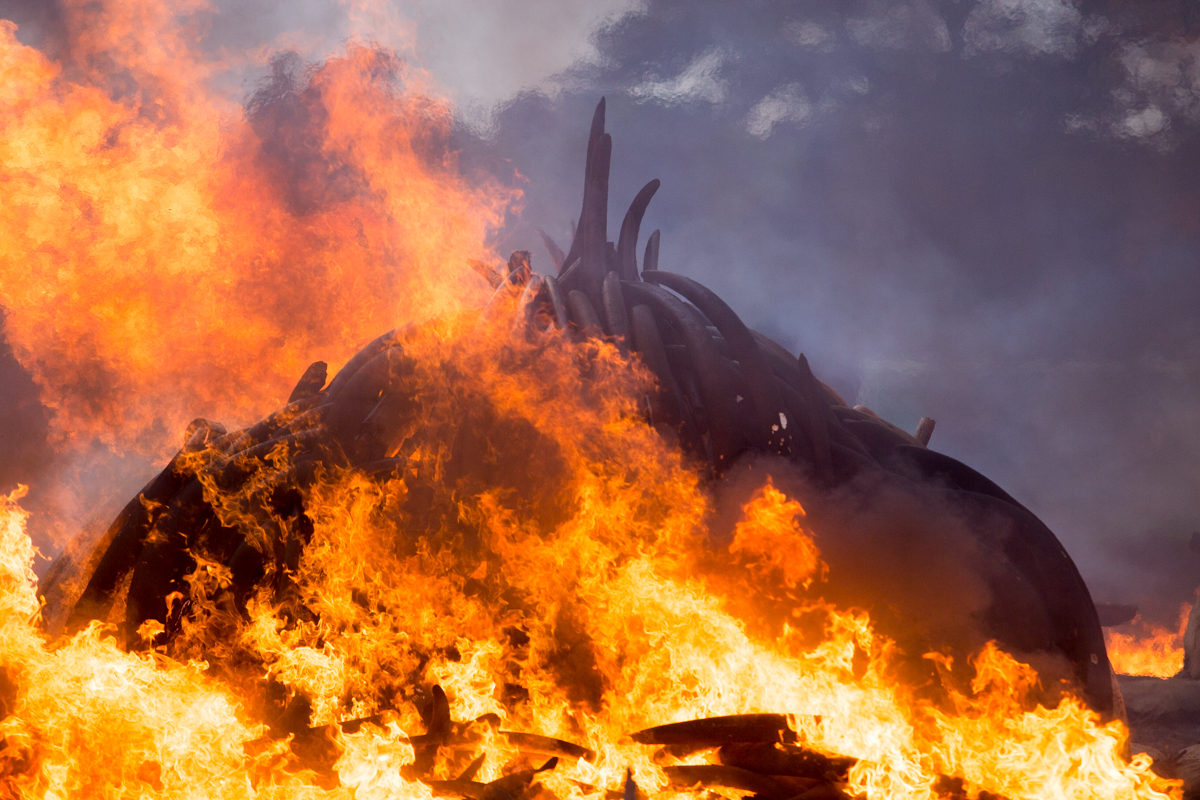
2016年4月，一堆象牙在肯尼亚被焚毁

象牙销毁是政府和保护组织用来阻止为获取獠牙而偷猎大象以及镇压非法象牙贸易的一种手段。截至2016年，全球21个国家开展了通过燃烧或压碎手段来销毁象牙的活动，在这些活动中超过263吨（58万磅）的象牙被销毁。肯尼亚在1989年举行了第一次销毁活动，在2016年达到了其规模最大的一次，共计焚烧了105吨（231000磅）象牙。
对销毁活动表示支持的自然资源保护主义者、政府和非政府组织认为，这一方法促进了公众对大象的保护，并同时向偷猎者传达了一个信息：他们的做法是徒劳的。但批评者认为，这种做法可能会造成象牙因销毁而变得更稀缺的表象，从而进一步增加其在黑市的价值并导致更多的偷猎行为，而且这种做法的有效性不足以证明贫困国家的机会成本是合理的。

## 背景
考古发现表明，人类使用象牙的历史可以追溯到35000多年前。 至少从古典时期开始，象牙就已被出口到了欧洲，不过到了大航海时代和非洲殖民时代， 象牙的出口速度才加快。在其鼎盛时期，也就是19世纪末20世纪初，随着大规模生产的兴起，每年有1000多石（6.4吨）的象牙出口到欧洲。 在1875年到1900年间，仅英国谢菲尔德就进口了180石（1.1吨）象牙用于制作餐具手柄。 20世纪70年代，日本成为最大的象牙消费国，消费总额约占全球贸易的40%，此时香港是最大的象牙贸易中心。
在非洲一些地区，捕猎象牙的行为导致大象数量大幅度减少。从1979年到1989年，非洲象的数量从130万头减少到60万头。象牙成为了一个价值十亿美元的市场，约80%的象牙来自非法捕杀。根据野生动物保护协会的报告，  截至2014年，每天约有96头非洲大象因象牙被杀。 
1986年，《濒危野生动植物种国际贸易公约》（CITES）引入了一个控制系统，用于许可、登记、储存和监测象牙。然而不久后，《濒危野生动植物种国际贸易公约》秘书处削弱了监管力度，使得偷猎的象牙可合法储存。例如，布隆迪和新加坡等没有野生大象的国家分别登记了89.5石（0.568吨）和297石（1.89吨）的走私象牙。正如环境调查局所揭示的那样，这种“控制系统”很容易被操纵，最终使象牙增值，走私者更肆无忌惮。 1989年10月在日内瓦举行的CITES大会上，坦桑尼亚代表提议有效禁止国际象牙贸易。经过激烈的辩论，最终禁令得以颁布，并于1990年1月生效。
这项禁令颁布后的10年内成果是显著的，大象的数量不断增加。但从1997年开始，该公约开始对一些国家破例，比如允许津巴布韦、博茨瓦纳和纳米比亚等国出售数量有限的象牙， 以及允许日本购买一定数量的象牙，只要这些国家公开保证会进行有效控制和监管。从1998年到2011年，越来越多的国家破例，非法象牙贸易至少增加了两倍。 21世纪，大部分象牙流向了不断繁荣的亚洲市场，包括中国。尤其在中国，象牙被视为身份象征，有时被称为“白金”。 2015年，中国官员表示，他们打算逐步停止参与象牙贸易。2016年发布了一份报告，在报告发布的前一年，象牙价格下跌了近一半。那一年年底，中国国务院宣布，打算在2017年3月底前停止与象牙相关的贸易活动。 

## 历史和销毁活动

### 肯尼亚的第一次焚烧
1989年，来自著名的利基家族的古人类学家和自然资源保护者理查德·利基，被任命为肯尼亚野生动物保护和管理部门的负责人，他是当今肯尼亚野生动物协会的先驱。 1973年，大象狩猎就已被禁止，但象牙贸易仍然合法。  到20世纪80年代，由于象牙价格不断上涨，偷猎大象行为已经非常普遍。  在1989年5月的一篇文章中， 《纽约时报》将肯尼亚的察沃国家公园描述为“一个大象墓地（堆满了白色象骨），而不是大象的栖息地”。   肯尼亚官员知道大象对狩猎旅游业的价值，因此主张在1989年10月的CITES会议上把大象列入公约的全球濒危物种名单。
利基上任时协会已没收了12吨非法象牙，他被要求卖掉这些象牙，将资金用于保护工作。但利基没有照做，反而把所有的象牙都堆在一起，与肯尼亚总统莫伊（Daniel arap Moi）一起纵火焚烧。 象牙不易燃烧，故意用火而不是其他方式来销毁象牙是因为他们希望这次销毁能为全球媒体带来强大的形象。为了使销毁更引人注目，利基与好莱坞特效专业人员合作，设计了一种使用喷气燃料和易燃胶水的创新烟火技术。
大火燃烧了三天之后引起了国际新闻界的关注，足见这是一个成功的宣传噱头。 事实证明，这场焚烧在自然资源保护主义者中也很有影响力，不仅鼓励了其他组织以类似的方式处理他们的象牙库存，并一定程度上促成了CITES生成国际象牙贸易禁令。 肯尼亚野生动物管理局的保罗·乌多托称，这是一项“急切的措施，意在向全世界传递偷猎肯尼亚大象所造成的破坏。”
自1989年以来，肯尼亚组织了三次象牙焚毁活动。第二次发生在两年后，也就是1991年，销毁了6.8吨象牙。 2011年肯尼亚总统 姆瓦伊*齐贝吉 举行了第三次象牙销毁活动，销毁了另外5吨象牙。

#### 最大的焚毁活动

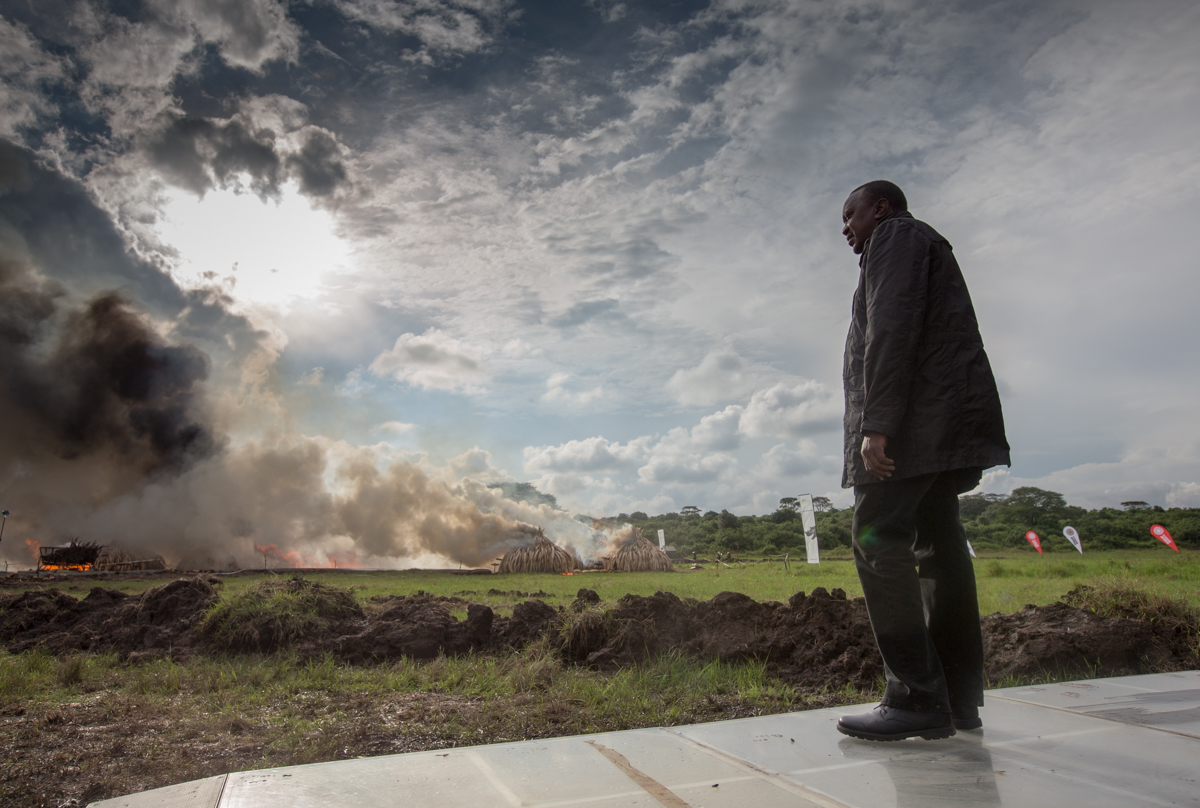
2016年4月，肯尼亚总统乌胡鲁·肯雅塔 观看105吨象牙燃烧

2016年4月30日，肯尼亚总统乌胡鲁·肯雅塔（Uhuru Kenyatta）在内罗毕国家公园进行了有史以来最大量的象牙焚毁。 这堆象牙包括来自约8000头大象的105吨象牙和来自343头犀牛的1.35吨犀牛角。据估计，这些被销毁的违禁品，其黑市总价值1.5亿美元到2.2亿美元不等。 这些象牙通过集装箱被运到现场，然后堆成高达10英尺（3.0米）、直径20英尺（6.1米）的塔楼， 这塔楼是肯尼亚野生动物管理协会的人员花了10天时间建造完成的， 柴堆中还藏有别国动物的皮毛。 销毁的象牙数量相当于全球库存的5%， 加蓬总统阿里·邦戈·翁丁巴也出席了活动。

### 四大洲更为频繁的焚毁活动
截至2016年，在全球21个国家高调的焚毁活动下，超过263吨（58万磅）的象牙被销毁。 这成果很大程度上得益于大象保护倡议（EPI），该倡议旨在帮助各国焚烧象牙储备。 EPI是2014年由博茨瓦纳、乍得、埃塞俄比亚、加蓬和坦桑尼亚政府发起的。
- 阿拉伯联合酋长国和赞比亚 ：最早效仿肯尼亚的国家是阿拉伯联合酋长国和赞比亚，在1992年分别销毁了12吨和9.5吨象牙。 [21]
- 加蓬 ：2012年焚烧了1985年以来没收的动物长牙和雕刻象牙，总计约4.8吨。 [21][30][31]
- 菲律宾 ：2012年，《濒危野生动植物种国际贸易公约》常设委员会指出菲律宾是象牙的主要消费国之一。2013年6月，菲律宾成为主消费国中第一个销毁象牙储备的国家。[19] 当时负责协调销毁工作的环境和自然资源保护部计划举行一次“仪式焚烧”，但是，环境方面对露天焚烧 的反对使他们最终采取了别的方式销毁了所有的象牙，共计5吨—先用压路机碾压，然后用起重机的吊斗重击，最后把剩下的部分送到焚化炉。[4][6][19][30][32]

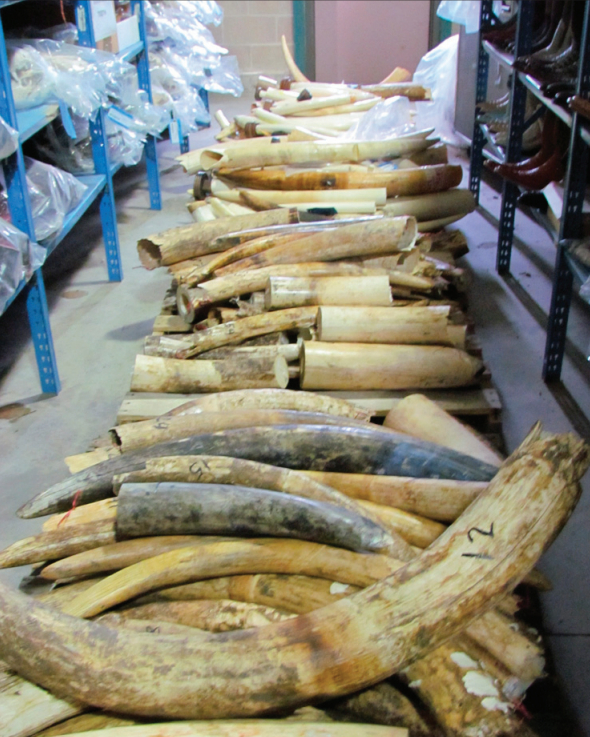
2013年11月被缴获的生象牙，后被美国鱼类及野生动物管理局碾碎

- 美国：2013年11月，美国使用工业碎石机粉碎了6吨堆积的象牙。尽管美国允许国内售卖象牙，但将象牙带进美国是违法的。[30][33][34] 美国销毁象牙的原因还与一项研究有关，研究发现，象牙贸易与国家安全威胁（恐怖主义和有组织犯罪）之间存在联系。[35] 美国政府和非政府组织参与实行了多种形式的反偷猎措施，主要是在非洲，美国外交官正积极与其他政府接触，通过销毁库存，打击象牙市场。[8] 2015年6月，纽约时报广场又发生了一次象牙粉碎活动。[17]
- 中国：中国是世界上最大的象牙消费国，至2014年占全球需求的70%。[9] 许多销毁过象牙的国家也是由于其位于非洲和中国之间的贸易路线上而积累了象牙库存。考虑到中国在市场上的消费地位，也就不难理解自然资源保护主义者在知道中国决定在2014年1月压碎6.1吨象牙时的庆祝心情了。[36]
- 法国：法国是第一个销毁其缴获的3吨非法象牙的欧洲国家，2014年2月象牙与其他象牙制品一个接一个地送入粉碎机。[37]
- 香港：2014年5月，香港开始系统化地计划在两年内销毁其28吨象牙储备。[4][38][39][40] 在宣布销毁的声明时，香港濒危物种咨询委员会主席黄锦星解释说，“以后任何没收的象牙都会定期处理”。[4][40][41]  虽然在香港，售卖象牙并未完全禁止，但这次销毁是意义重大的，不仅是因为这是迄今为止销毁的最大库存，而且也因为香港有着世界上最大的象牙市场。[39][40][42][43]

- 乍得：2014年销毁了1.1吨象牙。[21]
- 比利时：2014年销毁了1.5吨象牙。[21]

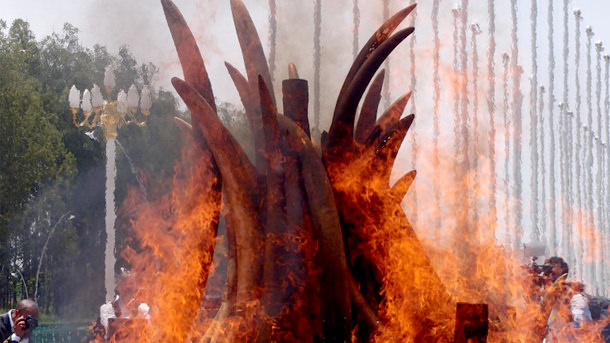
2015年4月在刚果共和国布拉柴维尔焚烧象牙

- 埃塞俄比亚：自1980年代以来埃塞俄比亚大象数量减少了90%，这成果得益于官员们发布了一项国家象牙行动计划，以解决偷猎和象牙贩运问题。在其他战略中，还包括公开化销毁缴获的象牙。第一次销毁活动发生在2015年3月，在亚的斯亚贝巴，埃塞俄比亚野生动物保护局的6.1吨储备被烧毁。[30]
- 刚果共和国：2015年销毁了4.7吨象牙。[21]
- 阿拉伯联合酋长国：2015年销毁了11吨象牙。[21][44]
- 莫桑比克：2015年销毁了2.4吨象牙和440磅犀牛角。[21]
- 斯里兰卡 ：2016年1月，斯里兰卡成为第一个销毁象牙（2012年没收的1.5吨）的南亚国家，也是第一个就其在象牙贸易中的角色而正式道歉的国家。[45]
- 意大利：2016年3月，意大利政府与大象行动联盟（Elephant Action League）合作，焚烧了一吨价值约360万英镑的象牙。
- 越南：2016年11月12日，越南销毁了近2.2吨缴获的大象象牙和70公斤犀牛角。[46]

## 销毁手段
用任何实际手段销毁象牙都是困难的。 焚烧是大规模销毁象牙的最常见方法。1989年肯尼亚焚烧了12吨象牙，这一举动可谓是媒体奇观，并在世界范围内带动了更多类似的销毁行动。 最近，销毁象牙还可以使用粉碎的方式，以及粉碎和燃烧并用的方法。 

### 焚烧
当肯尼亚官员在1989年决定销毁他们的象牙库存时，他们必须找到一种能塑造积极形象的销毁方法。利基向同为环保主义者的库基·加尔曼求助，后者在她的回忆录《我梦见非洲》中记录了当时的讨论和销毁实验。加尔曼询问了好莱坞特效专家罗宾·霍利斯特有什么推荐可用的方法，并把这位专家介绍给利基认识。霍利斯特明白利基打算创造一个奇观，他也明白销毁时制造惊人的骤燃火焰十分重要。考虑到这些，他建议在象牙上涂一层易燃的胶水，并用隐藏的管道朝着象牙喷射燃料。霍利斯的计划被采纳了，当肯尼亚总统向象牙堆举起火炬时，“火焰在滚烫的烈火中骤然爆发。[……] 堆砌的象牙变黑，开始燃烧，发出噼里啪啦的响声。人群中爆发出了震耳欲聋的掌声，与此同时，来自世界各地的电视台人员也把非洲的新牺牲向地球的每一处角落进行了报道。”

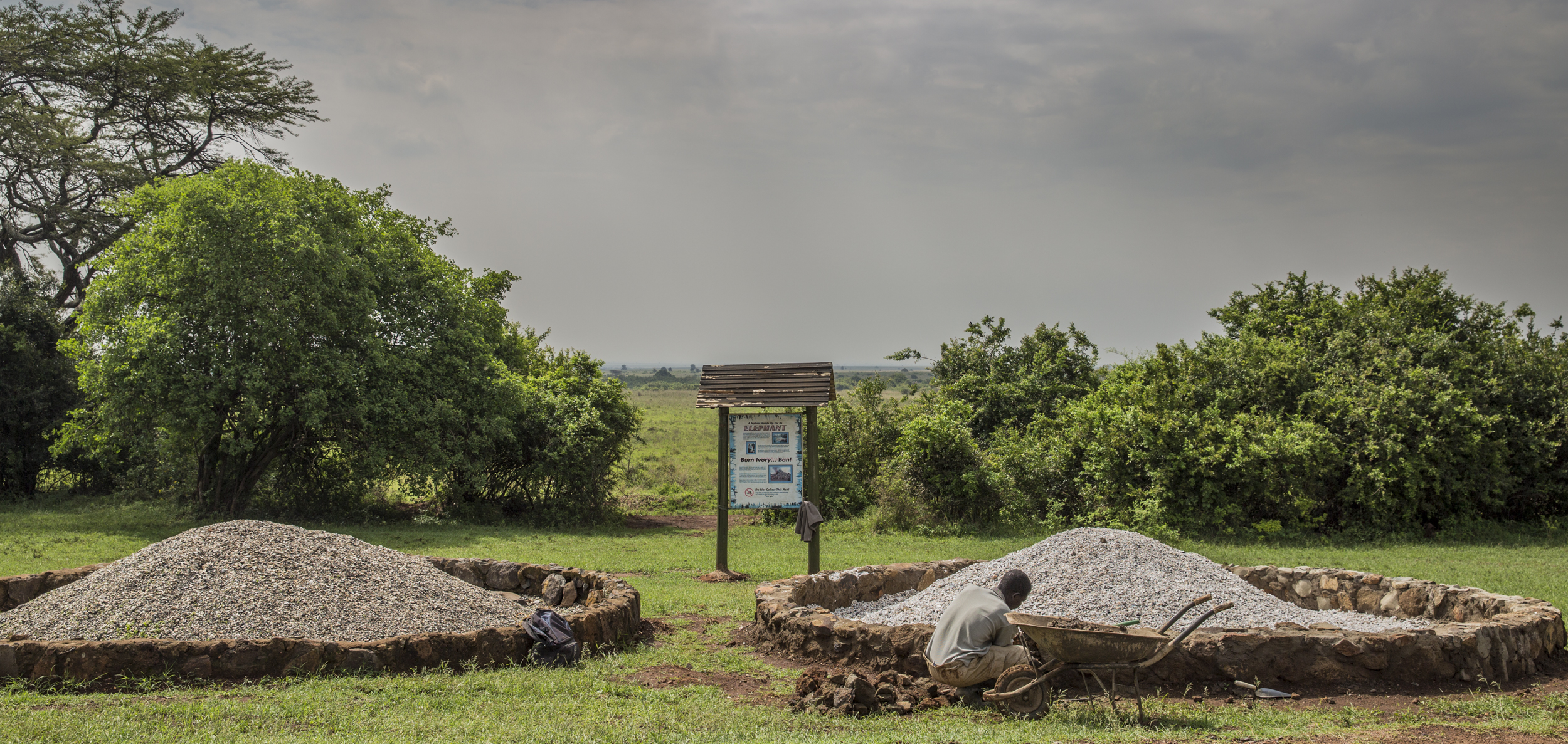
肯尼亚内罗毕国家公园的象牙燃烧场

2008年，美国鱼类和野生动物管理局（FWS）进行的一项研究发现，与碾碎象牙相比，焚烧象牙是一种效率低下且极具挑战性的方式。就像人类牙齿一样，大象的象牙也具有抗燃性。简单的焚烧通常只会烧焦其外部；要想有效地销毁象牙，需要处在长时间的极端条件下才可以。在1800华氏度（1000摄氏度）下使用专业的设备燃烧象牙，其重量每分钟仅减少0.25盎司（7克）【非洲象的象牙平均重量约为50磅（23公斤），可重达130磅（59公斤）】。 每一次肯尼亚焚烧象牙时，组织者都使用喷射油来提高温度，而且持续了大约一周。
当象牙只有外部受到毁坏时，其内部仍然具有商业价值。由于目前还没有可信赖的技术能识别曾被烧过的象牙，被烧过的象牙库存可能会被再利用，一些人对此表示担忧。

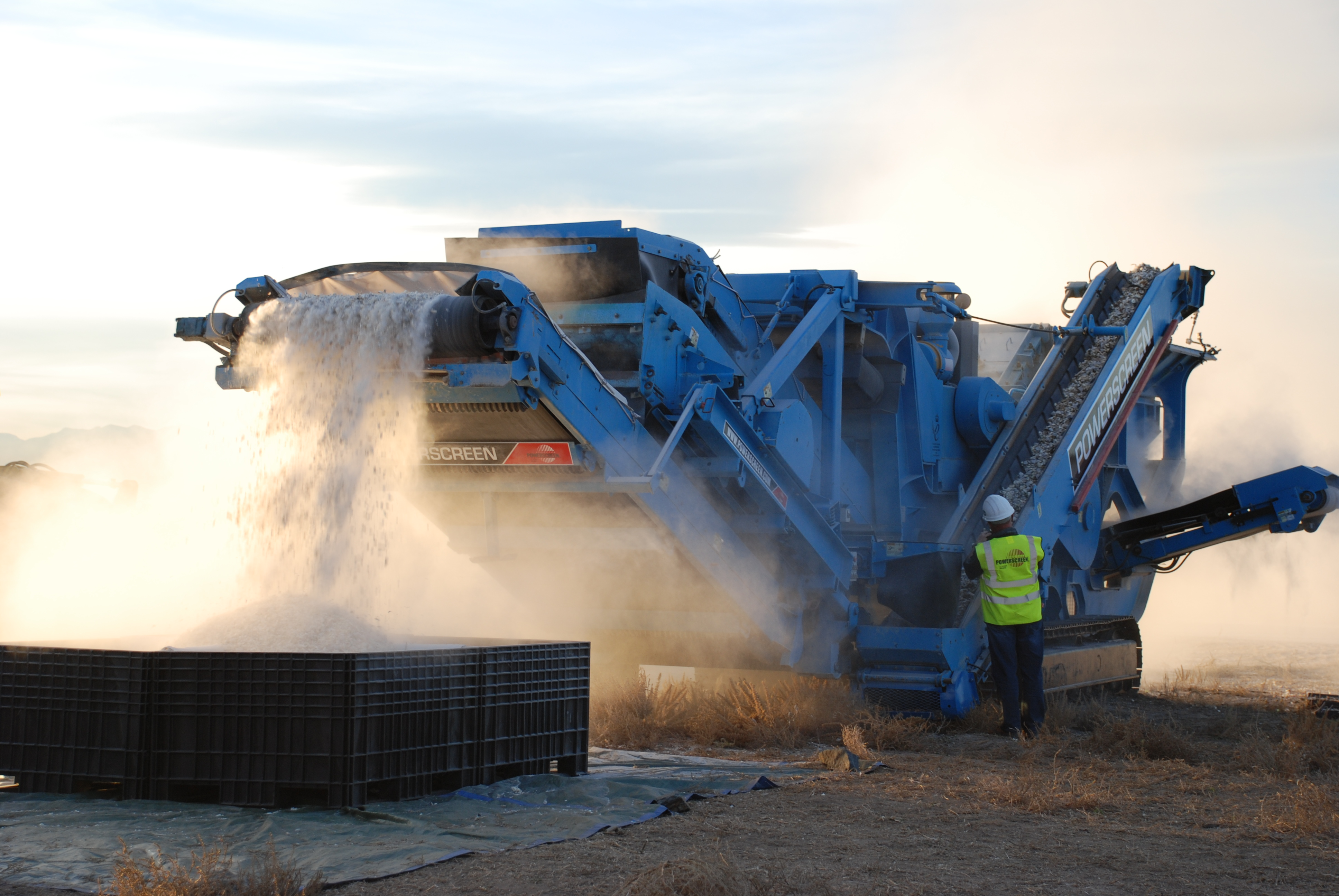
2013年美国粉碎象牙时用的碎石机

1989年发明销毁技术的首位 “焚烧建造师”霍利斯特（Hollister），受命负责2016年的焚毁活动，而这一次焚毁活动的规模比第一次大得多。霍利斯特承认象牙并没有真正燃烧：“我们必须将火中的温度升高到足以使其分解的程度。为了达到这样的效果，我们将把煤油、柴油和压缩空气混合起来，然后以16巴左右的高压推出管道。” 能否有效地销毁象牙这一问题——甚至是一些不完全燃烧的象牙可能重返黑市这一可能性——是一个须谨慎处理的事情。“任何其他的销毁形式都是不现实的，更不用说寻找其他方式来使用象牙或利用野生动物资源了。” 

### 粉碎
粉碎法也是具有挑战性的。2013年，菲律宾决定碾碎其5吨的象牙库存，选择此种方法的部分原因是因为环境决定了不能大规模明火。他们首先尝试使用压路机碾压象牙，然后在较小的、锯掉的碎片上再次使用压路机。当这不起作用时，他们会用起重机的吊斗反复地击打碎片。然后剩下的部分被送往火葬场。 几个月后，美国举行类似销毁活动时选择使用大型碎石机；不久后，法国使用磨粉机将其非法象牙制成粉末，然后倒入到复合材料中以确保没有任何象牙可以继续被使用。

## 正当性，异议和影响

### 传递信息

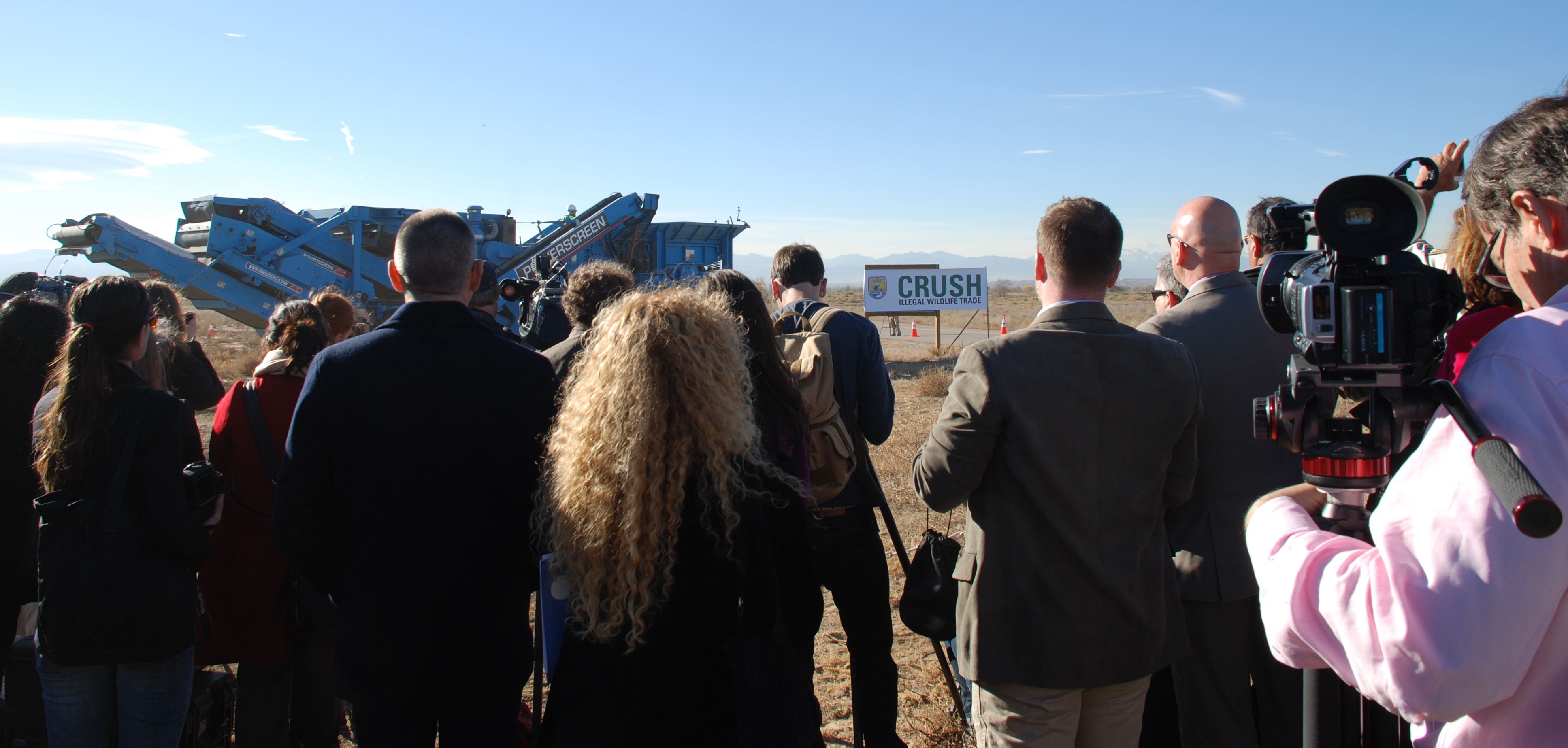
2013年美国压碎象牙时的记者和其他旁观者

销毁象牙是一些政府、活动家和非政府组织认可的策略。 
理查德·李奇是1989年肯尼亚第一次大规模销毁象牙的负责人，他认为，这些行动主要是为了传递一个信息，来促进公众关注野生动物本身的价值而不是其副产品的价值，从而影响市场的需求方。利基在解释1989年销毁活动带来的“巨大影响”时说，“到那时为止，我们每年损失大约三千五到四千头大象，而一年后我们最多损失六十头。” 中国是世界上最大的象牙消费国，其消费者调查显示，许多潜在买家对象牙贸易与大象数量急剧下降之间的关系知之甚少。高调的政府销毁活动让许多人意识到这个问题，并向不清楚情况的人申明了政府的立场。 这些活动还旨在表明象牙制品的接受度和受欢迎程度正在下降，通过降低象牙制品的地位，让买卖或持有象牙的个人、组织和机构感到羞愧，从而使象牙制品不那么受欢迎。 在中国，随着政府宣布将开始逐步停止国内象牙贸易， 2015年至2016年间象牙价格下降了近一半。据美国国家公共广播电台（NPR）报道，黄泓翔认为价格的下降不太可能是出于保护的原因，而是因为“如今，骄傲的中国人不想做的一件事情就是落后于时代。” 
倡导者还认为，通过发出一个强有力、高度可见并广为宣传的信息，即象牙市场是危险和徒劳的，销毁象牙行为可以影响象牙市场的供应方。同样，如果市场持续受到干扰，那些原本认为象牙是一种投资机会的人可能会三思而后行。法国生态部长菲利普·马丁（Philippe Martin）称，销毁象牙是“在与濒危物种贩运行为作斗争的过程中不可或缺的”，并表示这传递了“坚定的信息”。
在拥有非洲近一半大象的博茨瓦纳，官员们反对像2016年那样销毁象牙库存的行为，伊恩·卡玛总统公开抵制2016年肯尼亚的焚烧行动。博茨瓦纳官员认为，燃烧的象牙表明这种动物没有价值。相反，将查收的货品如象牙和犀牛角展示出来，才象征着野生动物保护的价值。例如，2015年在哈博罗内的主要国际机场，一座完全由象牙制成的大象雕像揭幕亮相。

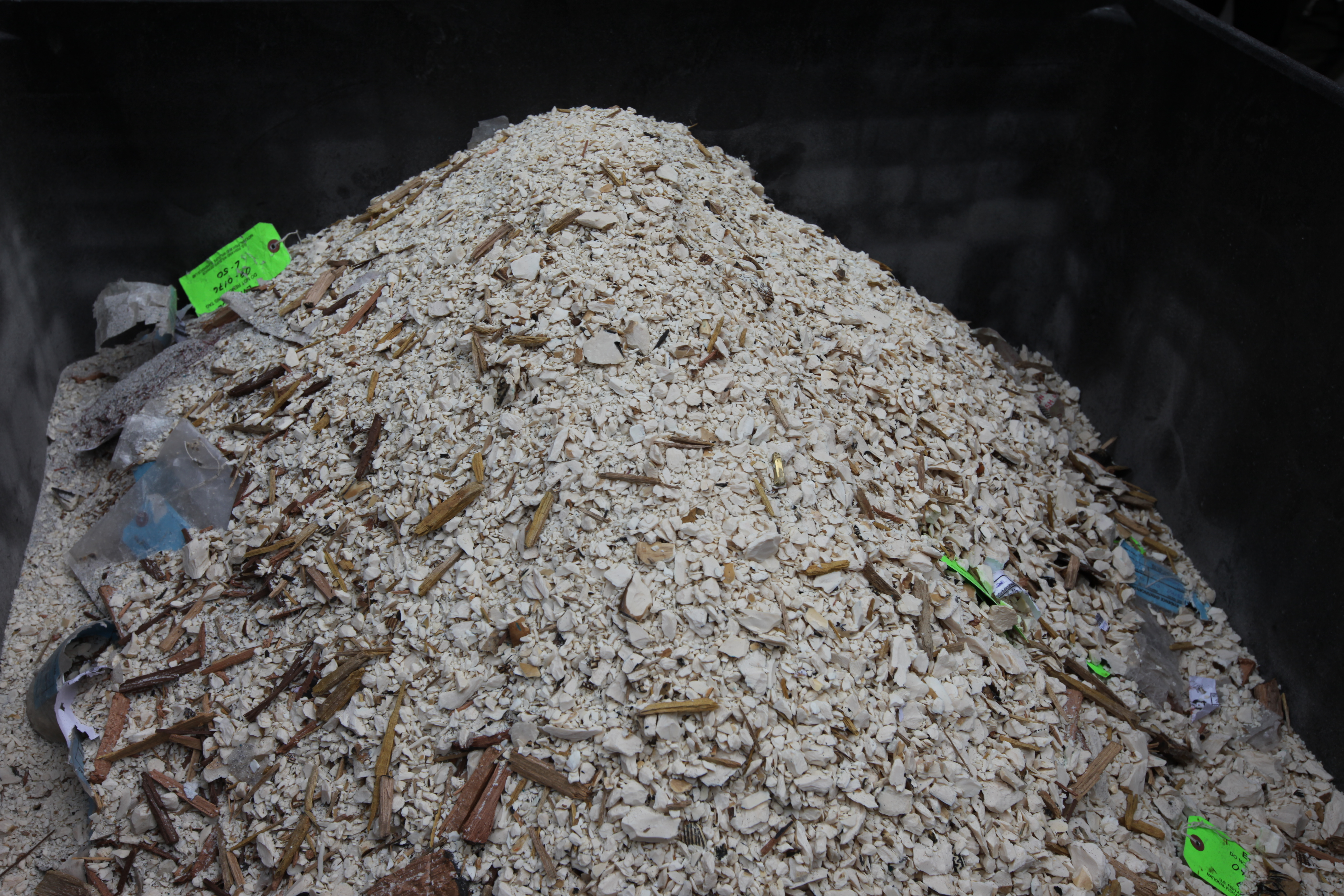
2015年在纽约通过碎石机运送的象牙残留物

### 经济

#### 稀缺性
一些记者和自然资源保护者对这一策略的逻辑提出了质疑，他们认为销毁象牙会使象牙更加稀缺，从而推高黑市上的价格，使得偷猎行为不减反增。 卡尔·马蒂森从基本经济学的角度对这一说法提出了异议，他指出，是没收象牙，而不是销毁象牙，导致了其市场脱离并影响稀缺性。因此，价格不会因缴获的象牙是储存在仓库里还是被销毁而受到重大影响。 尽管销毁缴获的象牙这一行为，不可能对一个非常合理的市场造成影响，但丹尼尔·斯蒂尔斯认为，这些行动有效地传达给偷猎者和非法贸易商的，是对稀缺的感知，他还表示如果不是真正的稀缺，那么也可能会导致偷猎增加。
几位评论员指出的一个例子是，2014年由“拯救大象”组织资助的一项研究发现，2011年之后的四年里，中国的象牙价格翻了两番。研究将这一趋势与偷猎活动的增加以及高调销毁库存行动的频率增加相联系起来。 美国国家经济调查局发表的研究则提供了另一种理论：价格和需求的增长“可能源于”CITES在2008年试验性地允许合法出售大量象牙。 然而，最近“拯救大象”组织报道称，在中国政府宣布将逐步停止国内象牙贸易后，中国象牙的价格下降了近一半。 在日本，2012年以来对象牙的需求有所下降，原因是通过对购买象牙与杀害大象之间联系的教育，消费者有了新的认识。
最终，Mathiesen将辩论描述为“缺乏数据的特征”，而汤姆·米利肯（Tom Milliken）在2014年得出结论，该策略的有效性需要严密监控，因为最终，马蒂森将这场辩论描述为“缺乏数据”，而汤姆·米利肯在2014年得出结论，认为策略的有效性需要被密切监测，还需要收集更多的数据，因为截至2014年还没有足够的“证据证明破坏供应会导致需求下降”。
斯泰尔斯表达了对一个相关问题的担忧，他认为这种被感知到的象牙短缺可能导致仍活跃在象牙贸易中的国家建立自己的库存，这是由于美国、泰国和中国等国“目前实行的毫无意义的制度”规定国际象牙贸易是非法的，但这些国家同时又允许进行国内贸易，这样一来确保了至少存在一些持续的象牙需求。在斯蒂尔斯看来，这“使大象灭绝成为必然”。

#### 机会成本
与其销毁没收的象牙，政府可以选择出售象牙，将获得的资金从多种用途中择其一来使用。参与象牙贸易的几个国家，特别是作为供应方的非洲，也是与贫困斗争最激烈的国家之一。因此，在这些国家销毁象牙，对于内部利益相关者和外部评论员来说，往往是一个有争议的决定，因为通过出售象牙获得的资金可以用来改善公民的生活质量。
没收的象牙也可以卖掉，为保护工作供应资金。例如，长期反对象牙贸易禁令的津巴布韦公开拒绝销毁其70吨的库存。截至2016年，该国共有8.3万头大象，但由于目前的经济状况，该国无法承担起持续的保护工作。环境部长 Oppah Muchinguri Kashiri 说，“对我们来说，焚烧不是一种选择，我们需要财力来进行可持续的野生动物保护。”
2016年发表的经济研究报告分析了2008年CITES允许向中国和日本一次性合法出售象牙库存的效果。一位研究人员认为，这样做的目的是为了使供过于求，降低价格和利润，但其结果是“灾难性的”，反而导致了盗猎活动长期大幅增加。他认为这是由于该做法使购买象牙的社会耻辱感减少，也为走私活动的掩盖提供了一种机制等。 克里斯托弗·奥尔登支持但没有参与这一分析，他特别批评津巴布韦和纳米比亚等国允许限量销售的要求，因为他们有可能产生类似的反效果。

### 腐败与安全
尽管销毁象牙以保护为中心，但还有其他一些考虑因素影响了各方对这一问题的决定。 
香港宣布销毁其库存时指出拥有大量有价值的材料所固有的“管理负担和安全风险”。 例如，当菲律宾决定烧掉它的象牙储备时，数量仅是多年来没收的一小部分，因为仅在本世纪初，至少有六吨象牙库存“丢失”或被盗。 象牙库存经常与盗窃和腐败有关，包括赞比亚、莫桑比克、博茨瓦纳和菲律宾在内的多个国家 “损失”高达数吨。把非法货品放在手边，也可以表明政府计划或积极参与象牙贸易。而销毁象牙库存既消除了腐败的可能性，也除去了与维护安全存储场所相关的成本。
对肯尼亚Wildlife Direct公司首席执行官保拉•卡伦布（Paula Kahumbu）来说，维持库存给了非法贸易保留象牙而不是销毁象牙的理由。她告诉美国国家公共广播电台（NPR），当一个象牙交易商想要获得象牙时，最明智的方法不是去打猎，因为打猎有很多风险，而是“通过贿赂拥有钥匙的人来抢夺象牙储备。 她举了一些由于腐败而致使象牙从储藏库甚至从法庭证物中丢失的例子。
在美国，有研究将象牙贸易与恐怖主义和有组织犯罪联系起来，并将销毁象牙库存与国家安全（不只是保护工作）联系在一起。

## 更多词条
- 珊瑚偷猎
- 野生动物管理
- 野生生物走私